# Hereditas viventis non datur
Hereditas viventis non datur (łac. „Nie ma dziedziczenia po żyjącym”) – rzymska zasada prawnicza stanowiąca, iż niemożliwe jest dziedziczenie po żyjącym testatorze. Testament jest aktem „ostatniej woli” (ultima voluntas) – może być zmieniany aż do śmierci, ponieważ dopiero śmierć otwiera drogę do dziedziczenia. Zasada ta obowiązuje również w prawie polskim; potwierdzenie znajduje w art. 924 kodeksu cywilnego: „Spadek otwiera się z chwilą śmierci spadkodawcy”.